# Quévy
Quévy (in vallone Kévi) è un comune belga di 7 758 abitanti, situato nella provincia vallona dell'Hainaut.